# Шодз-Эг (кантон)
Шодз-Эг (фр. Chaudes-Aigues) — кантон во Франции, находится в регионе Овернь, департамент Канталь. Входит в состав округа Сен-Флур.
Код INSEE кантона — 1505. Всего в кантон Шодз-Эг входят 12 коммун, из них главной коммуной является Шодз-Эг.
Население кантона на 1999 год составляло 2 682 человека.

## Коммуны кантона
| Коммуна             | Население, чел. (1999) | Почтовый индекс | Код INSEE |
| ------------------- | ---------------------- | --------------- | --------- |
| Антерьё             | 130                    | 15110           | 15007     |
| Дё-Верж             | 61                     | 15110           | 15060     |
| Жабрён              | 178                    | 15110           | 15078     |
| Ла-Тринита          | 62                     | 15110           | 15241     |
| Льётадес            | 225                    | 15110           | 15106     |
| Морин               | 103                    | 15110           | 15121     |
| Сен-Марсьяль        | 78                     | 15110           | 15199     |
| Сен-Реми-де-Шодз-Эг | 118                    | 15110           | 15209     |
| Сент-Юрсиз          | 527                    | 15110           | 15216     |
| Фридфон             | 134                    | 15110           | 15073     |
| Шодз-Эг             | 986                    | 15110           | 15045     |
| Эспинас             | 80                     | 15110           | 15065     |